# قراول، ازبکستان
قراوًل (به ازبکی: Qorovul) یک منطقهٔ مسکونی در ازبکستان است که در شهرستان اورگنج واقع شده‌است.

## خصوصیات
قراول ۸٬۵۲۰ نفر جمعیت دارد.